# Никольский (аэропорт)
Аэропорт Никольский (англ. Nikolski Air Station), (ИАТА: IKO, ИКАО: PAKO, FAA LID: IKO) — государственный гражданский аэропорт, расположенный в населённом пункте Никольский (Аляска), США. Бывшая военно-воздушная база США, в данное время принадлежит компании «Aleut Corporation».
Деятельность аэропорта субсидируется за счёт средств Федеральной программы США Essential Air Service (EAS) по обеспечению воздушного сообщения между небольшими населёнными пунктами страны.

## Операционная деятельность
Аэропорт Никольский расположен на высоте 23 метра над уровнем моря и эксплуатирует одну взлётно-посадочную полосу:
- 8/26 размерами 1070 x 41 метров с гравийным покрытием.